# Mitsubishi Heavy Industries
Das Unternehmen Mitsubishi Heavy Industries (MHI) (jap. 三菱重工業株式会社, Mitsubishi jūkōgyō kabushiki kaisha, wörtlich „Mitsubishi Schwerindustrie Aktiengesellschaft“), gelistet im Nikkei 225, ist ein japanisches Unternehmen mit 300 Tochtergesellschaften, das vor allem in der Schwerindustrie, im Maschinenbau und Fahrzeugbau, in der Luftfahrtindustrie und Elektronikindustrie tätig ist. Die Firmenzentralen befinden sich in Minato (Tokio) und Nishi-ku (Yokohama).

## Geschichte
Im Jahr 1868 übernahm Iwasaki Yatarō im Zuge der Meiji-Restauration die Tsukumo Trading Company vom Tosa Clan und benannte sie 1873, als er offiziell deren Präsident wurde, in Mitsubishi um. Der bisherige Name, Akunoura Machine Shop, wurde 1893 in Mitsubishi Shipyard of Mitsubishi Goshi Kaisha geändert. 1934 wurde die Mitsubishi Shipbuilding & Engineering Company, Ltd. in Mitsubishi Heavy Industries, Ltd. umbenannt. Als Folge des Zweiten Weltkrieges wurde das Unternehmen 1950 in drei unabhängige Gesellschaften zerschlagen. 1964 folgte die (wieder-) Zusammenlegung der drei zerschlagenen Firmen zur heutigen Mitsubishi Heavy Industries, Ltd.

Am 30. August 1974 wurde auf die Zentrale von Mitsubishi Heavy Industries ein Bombenanschlag mit 8 Toten und 376 Verletzten verübt.
2014 wurde die MHI Vestas Offshore Wind A/S als Joint Venture zwischen Vestas Wind Systems und MHI mit dem Ziel der Entwicklung und Errichtung von Offshore-Windkraftanlagen gegründet. Am 27. November 2020 genehmigte die Europäische Kommission in einer Zusammenschlusskontrolle, dass Vestas den MHI-Anteil am Unternehmen übernehmen darf. Dafür erhielt MHI einen Anteil von 2,5 Prozent an Vestas (entsprach 709 Millionen Euro) und einen Sitz im Aufsichtsrat. Das Geschäft mit Offshore-Windkraftanlagen wird von Vestas selbst fortgeführt.

## Geschäftsfelder
Mitsubishi Heavy Industries

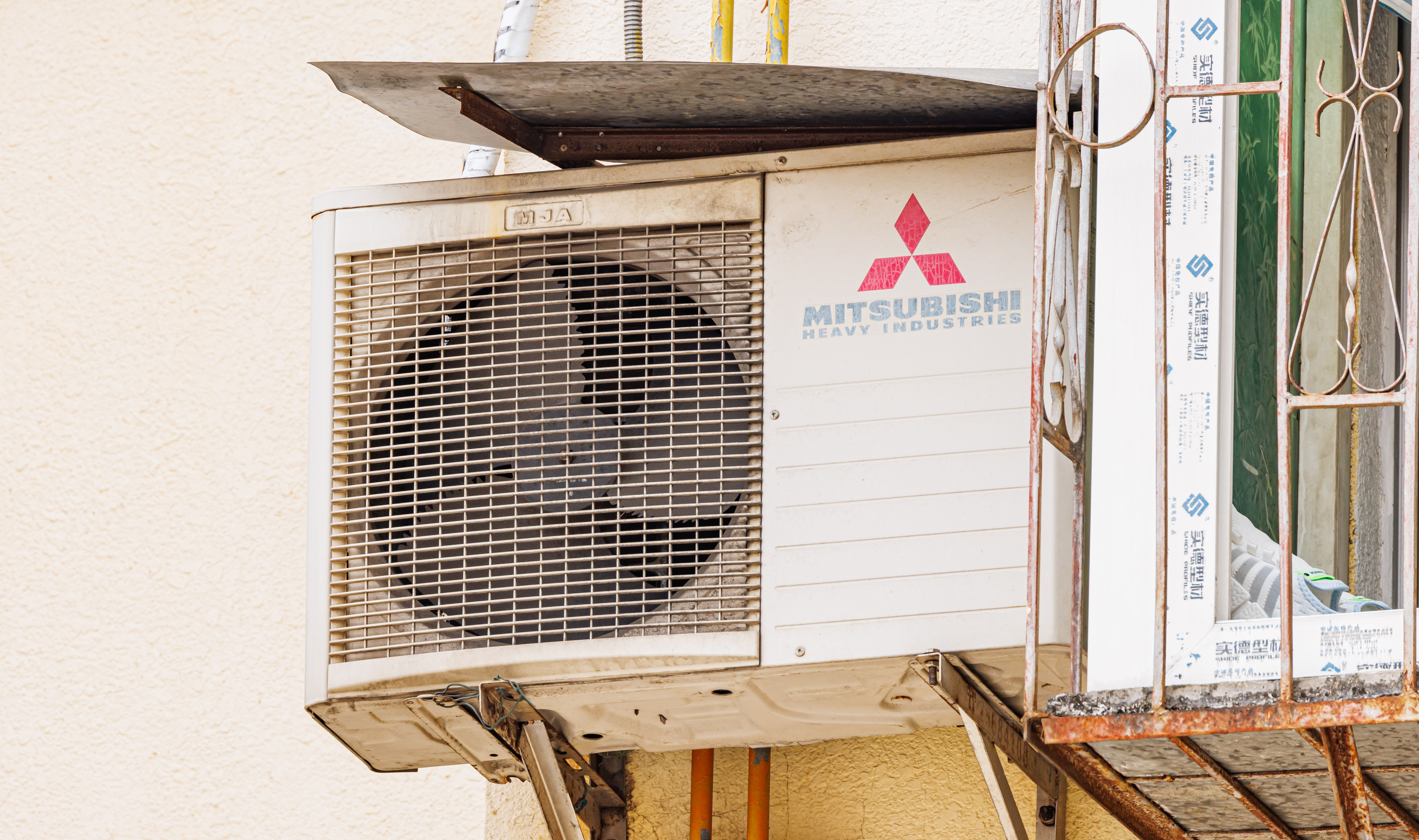
Klimagerät

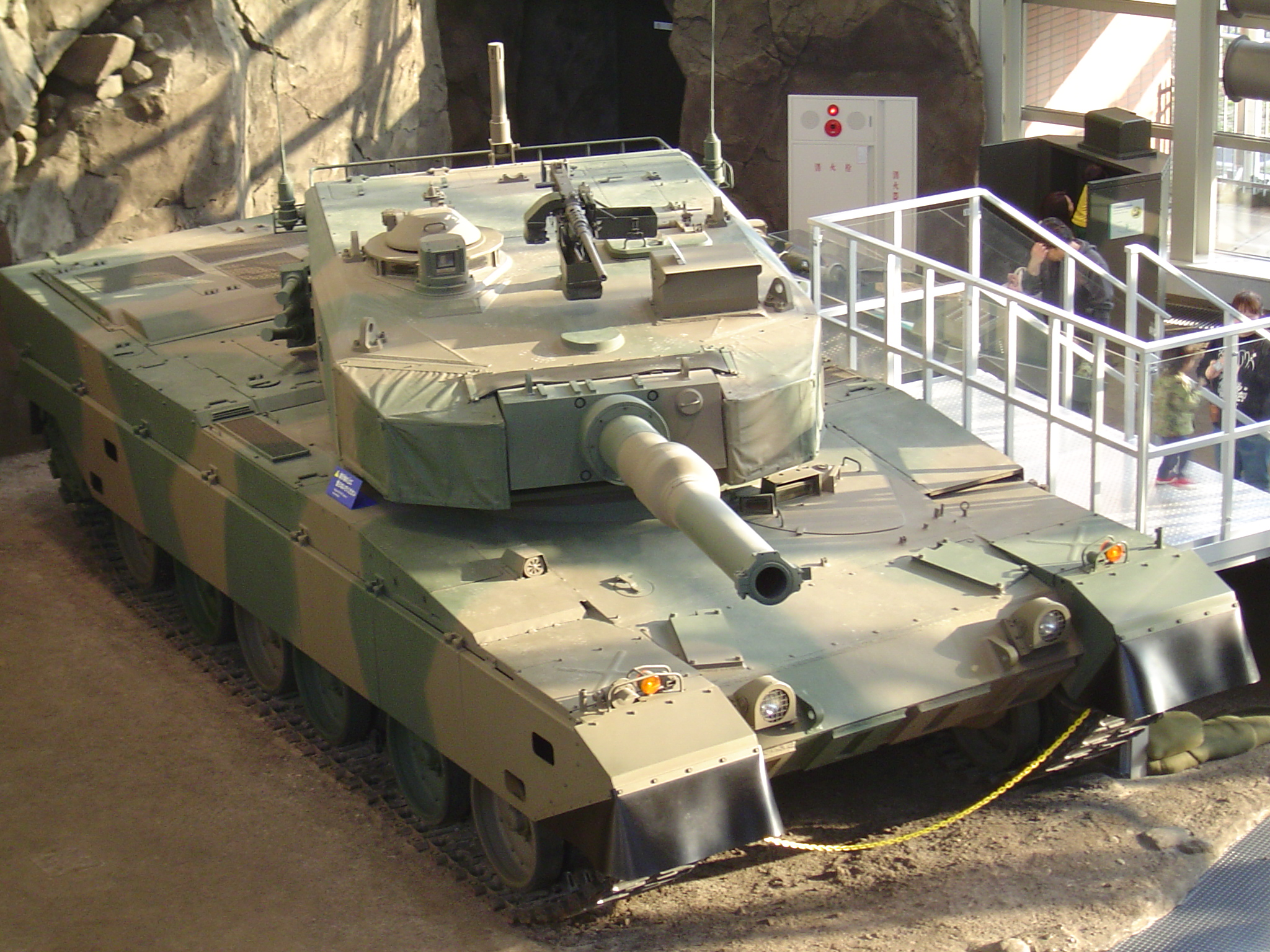
Mitsubishi-Panzer Typ 90

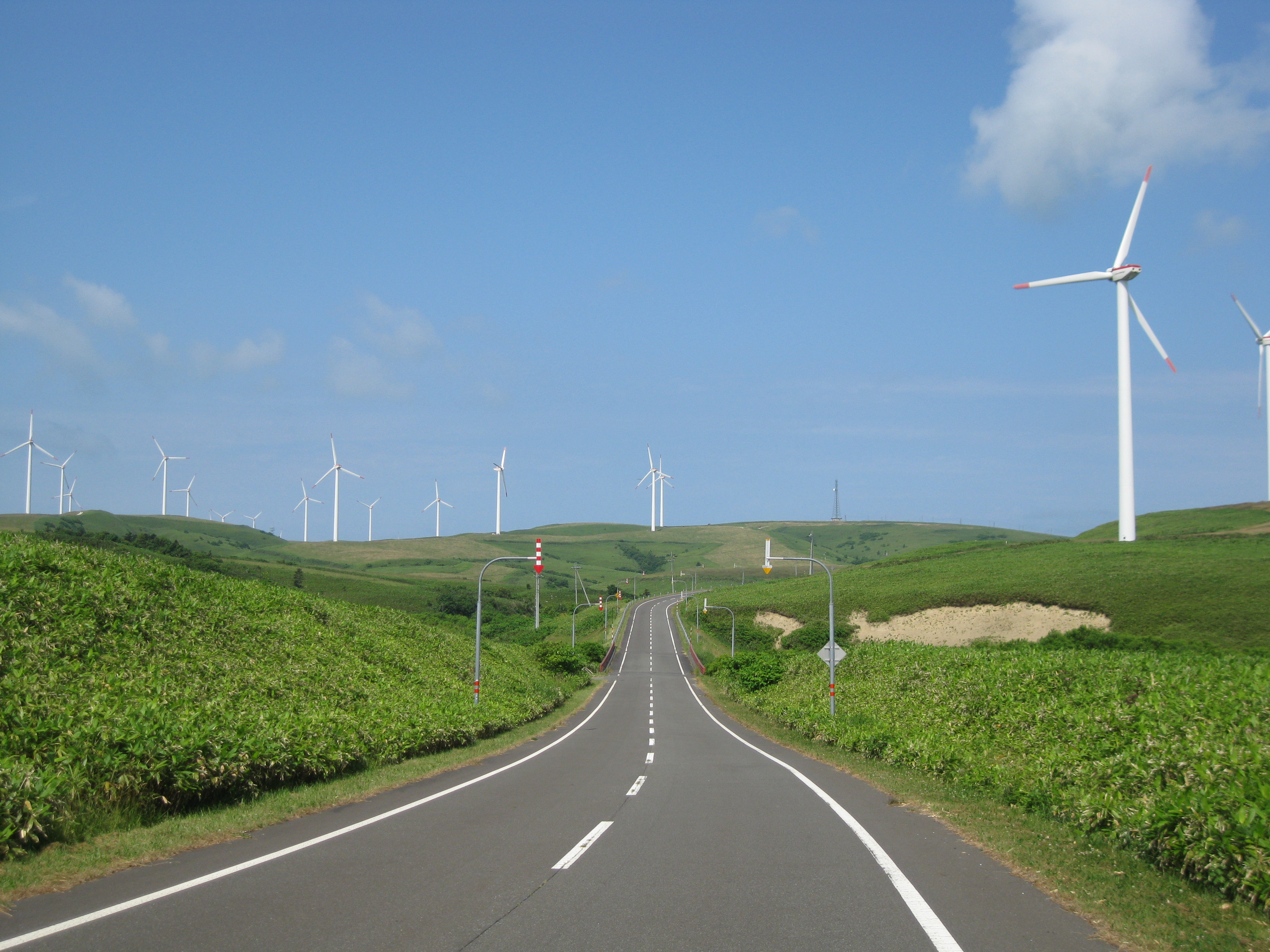
MHI MWT-1000A Windpark am Kap Sōya, 2011

- Schiffbau/Schwimmende Strukturen und Plattformen (am 1. Januar 2018 ausgegliedert, seitdem Mitsubishi Shipbuilding[3])
- Stahlverarbeitung
- Baumaschinen
- Gabelstapler (seit 2015 nach Übernahme von UniCarriers weltweit drittgrößter Hersteller)
- Energieversorgung
- Atomenergie
- Maschinenbau allgemein
- Luft- und Raumfahrt (Mitsubishi Aircraft Corporation)
- Klimaanlagen und Kühlsysteme
- Industrielle (Spezial-)Maschinen
- Druckmaschinen
- Maschinenwerkzeuge
- Stadtbahnfahrzeuge
- Rüstungsgüter
- Tunnelbohrmaschinen (seit 1. Oktober 2016 in der JIM Technology Corporation integriert[4])
- Wellpappenanlagen

### CO2-Abscheidung
Mitsubishi Heavy Industries hat den KM CDR-Prozess zur CO2-Abscheidung und -Speicherung entwickelt. Er verwendet KS-1, ein sterisch gehindertes Amin, als Waschflüssigkeit. Der Prozess wird u. a. in den USA im Kraftwerk W. A. Parish sowie zukünftig beim Kemper Project eingesetzt.